# Гезова
Гезова — река в Краснодарском крае России, левый приток Куго-Еи (бассейн Еи). Длина 18 км. Как и у большинства рек северного полушария левая часть бассейна реки больше правой. На реке сооружены пруды.

## Течение
Река берёт начало на востоке Доно-Кубанской равнины, на водоразделе с рекой Грузской, у границы с Ростовской областью, к северу от села Грузского Крыловского района Краснодарского края. Общее направление течения на северо-запад. Впадает в реку Куго-Ею с левой стороны, у села Тимашёвка.
Протекает по территории Крыловского района Краснодарского края.

## Населённые пункты
На реке расположен единственный населённый пункт — село Тимашёвка (в её устье). Также на территории водосборного бассейна реки находятся посёлки Отделения № 5 ЗАО «Новосергиевское» и Водораздельный.